# Richard Garneau
Richard Garneau (Québec, 15 juillet 1930 – Montréal, 20 janvier 2013),,, est un commentateur sportif, un journaliste et un écrivain canadien (québécois). Il est connu pour sa carrière à la Société Radio-Canada, où il a agi comme journaliste, commentateur et chef d'antenne des émissions sportives les plus prestigieuses du télédiffuseur public canadien, La Soirée du hockey et la couverture des Jeux olympiques d'été et d'hiver.

## Biographie

### Jeunesse
Fils de Jean-Charles Garneau et de Marthe Devarennes et descendant de la même souche que l'historien François-Xavier Garneau,,,, Richard Garneau est né à Québec au milieu de la Grande Dépression, le 15 juillet 1930. Il demeurait sur la rue Fraser. Il a une sœur, Madeleine, de huit ans sa cadette. Son père, jadis courtier, s'était enrichi assez rapidement après quelques transactions réussies. Il est toutefois victime du krach d'octobre 1929, qui le ruina.
Se décrivant comme un élève moyen et dissipé qui ramassait « suffisamment de miettes ici et là pour réussir [ses] examens avec tout juste ce qu'il fallait », Garneau écrit dans À toi Richard..., le premier tome de son autobiographie, paru en 1992, qu'il était doué pour l'expression orale. Il remportait, à chaque année, le premier prix au concours de diction de son école.
Après avoir fait ses études au Séminaire, il obtient un diplôme de bachelier en arts de l'Université Laval. Ayant l'ambition de devenir acteur, il étudie pendant deux ans au Conservatoire d'art dramatique Francis-Synval. Il fait ensuite un court séjour en Europe.

### Début de carrière
Suivant les conseils de Roger Daveluy (autrefois de CBV), au printemps 1953, Richard Garneau passe une audition pour travailler à Radio-Canada. Toutefois, il n'est pas retenu, par manque d'expérience. En novembre suivant, il commence à travailler à la radio de CHRC. Puis, en juillet 1954, il est embauché pour la nouvelle station de télévision de Québec (alors propriété de Famous Players) et en devient le premier annonceur. Pendant deux ans et demi, il comble les tâches d'annonceur, de commentateur, de rédacteur, s'occupant des présentations, des bulletins d'informations, du sport et de la présentation des concerts.
Richard Garneau entre à Radio-Canada en janvier 1957, comme « annonceur » (c'est-à-dire comme narrateur polyvalent, généraliste). Il y reste 33 ans et devient animateur puis, choisissant la section des sports, il est notamment commentateur à la Soirée du hockey pendant 23 ans.

### Couverture des Jeux olympiques
Il est présent à tous les Jeux d’été à partir de Rome en 1960 jusqu'à Londres en 2012 (à l'exception d'Atlanta), surtout en tant que spécialiste de l'athlétisme, aux côtés de l'entraîneur et analyste Jo Malléjac, puis de Jean-Paul Baert, et à tous les Jeux d'hiver depuis Innsbruck en 1964 jusqu'à Vancouver en 2010 (à l’exception de Nagano). Aux Jeux d'hiver, ainsi qu'à plusieurs championnats canadiens et mondiaux, il se spécialisait en patinage artistique, aux côtés de l'analyste Alain Goldberg. Il a commenté tous les jeux du Commonwealth de 1962 à 1986 ainsi que de nombreux Jeux panaméricains, d’été et d’hiver, du Canada et du Québec.
Commentateur d'un grand nombre de Jeux olympiques d'été et d'hiver, entre autres pour Radio-Canada et RDS, il est celui qui en détient le record pour la plus longue couverture, soit 23 Jeux sur 25, en 48 ans.

### Chroniqueur à la radio
Entre janvier 1998 et le 12 décembre 2012, il participe aux émissions de Joël Le Bigot Samedi et rien d’autre et Pourquoi pas dimanche à l’antenne de la Première Chaîne, en compagnie du comédien mélomane Edgar Fruitier, du cuisinier Philippe Mollé, de la journaliste culturelle Francine Grimaldi et de l'historien André Champagne.
Avec le lancement du Marathon international de Montréal, en 1977, il s'en fait un champion aux côtés de son ex-collègue Serge Arsenault. Il a aussi présidé la Fédération québécoise d'athlétisme dans les années 1970.
Il a aussi été coanimateur de l'émission Les héros du samedi (au moins en 1983).

### En attendant «Sotchi 2014» et «Rio 2016»
Le 14 décembre 2012, à 82 ans, Richard Garneau a la douleur de vivre la mort de son fils aîné, âgé de 54 ans, Jean Garneau. Peu après, en tout début de 2013, il doit lui-même entrer à l'hôpital pour une chirurgie cardiaque. Son fils Stéphane Garneau témoigne qu'il aurait accepté en souhaitant une remise en forme, pour pouvoir commenter ses 24e et 25e Jeux olympiques, ceux d'hiver 2014 à Sotchi, en Russie — patrie d'origine de son actuelle épouse, mère de ses jeunes filles — et ceux de « Rio 2016 »…
Le 8 janvier 2013, les médias transmettent la nouvelle que Richard Garneau a subi une chirurgie cardiaque en tout début d'année et se trouve encore hospitalisé aux soins intensifs, pour des complications survenues à la suite de l'intervention — ce qui suscite aussitôt une grande vague de sympathie chez ses collègues des médias et sur les réseaux sociaux.
Puis, le 12, une semaine après l'opération, l'espoir renaît : le coma artificiel est terminé, qui a duré 4 jours (du 5 au 9 janvier), mais son fils Stéphane invite à un « optimisme prudent ».
Encore aux soins intensifs, Richard Garneau meurt le 20 janvier 2013,,. La tristesse, les regrets et les hommages fusent.

« Richard Garneau mérite sans conteste une place sur la plus haute marche du podium des grandes personnalités du Québec, selon tous les professionnels qui ont eu le privilège de le côtoyer.
[…] Dans une entrevue accordée au Devoir en 2002, il déclarait : « Je ne veux pas prendre ma retraite. Ils devront m’arrêter parce que je vais continuer ! » — Personne n’a jamais eu l’intention de l’arrêter, et sa voix s’éteint beaucoup trop tôt. »

— Jean Dion, « Richard Garneau (1930–2013) : un monument disparaît », Le Devoir, 21 janvier 2013.
Le 23 janvier, le Gouvernement du Québec annonce sa décision d'honorer la mémoire de Richard Garneau par une « cérémonie de commémoration nationale » et offre à la famille l'aide de son service du protocole, pour l'organisation de l'événement. Le jour du rassemblement commémoratif, est aussi prévue la traditionnelle mise en berne du drapeau du Québec sur l'Hôtel du Parlement du Québec.
Le 4 février, son fils Stéphane Garneau annonce le jour, l'heure et le lieu de cette cérémonie : le 16 février, à 14 h, à la Maison symphonique de Montréal, inaugurée l'année précédente et comportant une salle de 1 900 sièges.

## Famille
Marié à Lucie Bégin, puis remarié à  Valentina Neven-Dumont, une Allemande d'origine russe que Richard Garneau a rencontrée lors des jeux panaméricains de Cali, en Colombie, en 1966, Richard Garneau est le père de deux filles, Catherine, et Nina, et de deux garçons, Jean (1958-14 décembre 2012), l'aîné, et le journaliste Stéphane Garneau.

## Influence
Des analystes sportifs qui ont partagé le micro avec lui comme Jean-Paul Baert ou Gilles Tremblay parlent de lui comme l'un grand commentateur sportif, à l'image de l'illustre René Lecavalier, auprès de qui il s'est initié à la fonction.
Le style de Richard Garneau a laissé sa marque chez les journalistes sportifs qui l'ont côtoyé et suivi. Reconnu pour son éloquence, sa maîtrise de la langue parlée ainsi que pour ses connaissances encyclopédiques du sport, qu'il actualisait sans cesse.
L'animateur et comédien Paul Houde évoque la « grande polyvalence » de Garneau, qui était capable de commenter aussi bien le patinage artistique, l'athlétisme que le ski alpin. Paul Houde évoque aussi « un homme d'une grande classe », qui « laissait toute la place aux athlètes », ajoutant : « Effacez-vous devant l'image et devant la performance sportive, n'essayez pas de vous mettre en évidence comme tel. Richard Garneau, c'était ça, sa principale qualité, et il le faisait avec une élégance incroyable. Il n'était pas celui qui essayait de se mettre devant. Pourtant, à 6′ 5″ (1,96 m), il aurait pu ! »
L'ancien joueur des Canadiens de Montréal, Pierre Bouchard, qui l'a fréquenté non seulement à titre de joueur mais aussi comme collègue à La Soirée du hockey, de Radio-Canada, souligne lui aussi la toujours grande discrétion et affabilité de son ami : « Il ne prenait pas le plancher, il avait toujours une opinion intéressante et une grande gentillesse. Je retiens sa grande gentillesse et la classe de Richard Garneau. »
Serge Arsenault, grand ami de Richard Garneau depuis les Jeux olympiques d'été de 1976, ajoute : « Il aurait pu vous parler de musique, de cinéma, de politique avec la même aisance qu'il parlait de sport. »
Un autre grand ami, le journaliste retraité Pierre Nadeau, très ému lui aussi, évoque à son tour l'excellence multiple de Richard Garneau : « Toujours élégant, toujours précis, et surtout enthousiaste et passionné, des qualités qui ne lui ont jamais fait défaut. »
Aux Jeux Olympiques de Rio de Janeiro, en août 2016, la Société Radio-Canada dédie son studio d'animation à Richard Garneau. Toutes les émissions animées en studio, et où les animateurs reçoivent les athlètes canadiens, sont transmises à partir du "Studio Richard-Garneau".

## Publications
- Richard Garneau, À toi Richard... : altius, angélus, airbus, Montréal, Stanké, 1992, 492 p. (ISBN 2-7604-0400-5)
- Richard Garneau, Vie, rage... dangereux : abjectus, diabolicus, ridiculus [nouvelles], Stanké, 1993, 213 p. (ISBN 2-7604-0437-4)
- Richard Garneau, Les patins d'André, Stanké, 1994, 30 p. (ISBN 978-2-7604-0470-0 et 2-7604-0470-6)
- Richard Garneau, Train de nuit pour la gloire ou 45 jours à la conquête de la coupe Stanley, Stanké, 1995, 239 p. (ISBN 2-7604-0492-7)
- Richard Garneau, À toi Richard — Prise deux : Un Québécois en Bavière..., Montréal, Stanké, 1996, 185 p. (ISBN 2-7604-0542-7)

## Honneurs
- 1955 : Trophée Radiomonde décerné à l’artiste le plus populaire au Québec[26]
- 1959 : Trophée Radiomonde décerné à l’annonceur le plus populaire au Québec[26]
- 1970 : Prix du plus bel homme du Québec, par l'émission « Appelez-moi Lise », animée par Lise Payette, sur les ondes de Radio-Canada
- 1976 : Trophée du meilleur commentateur des Jeux Olympiques de Montréal, remis par le Club de la Médaille d’or[26]
- 1994 : Prix du Mérite du français, section Culture (attribué à une personne ayant démontré des qualités remarquables sur le plan de la langue dans son domaine d’activité; le choix est fait par l’Union des écrivaines et des écrivains québécois, par la société des auteurs, recherchistes, documentalistes, compositeurs et par l’Union des artistes)
- 1997 : Trophée de l’Académie des Prix Gémeaux pour l’ensemble de sa carrière
- 1999 : Membre du Temple de la renommée du hockey
- 2000 : Chevalier de l'Ordre national du Québec[27]
- 2000 : Sports Media Canada Achievement Award, du chapitre canadien de l'Association internationale de la presse sportive (AIPS)
- 2003 : Académie des Grands Québécois
- 2003 : Prix Hommage Jacques Beauchamp, au 31e Gala Sport Québec
- 2004 : Prix Sport Media, décerné par le Comité international olympique
- 2005 : Docteur honoris causa en éducation physique, de l'Université de Sherbrooke[28]
- 2006 : Membre de l'Ordre du Canada[29]

Il est aussi récipiendaire de quatre prix Gémeaux, respectivement pour La Soirée du hockey (1986 et 1989), le Marathon international de Montréal (1987) et les Jeux olympiques de Barcelone, présentés à l'antenne du Réseau TVA (1992).
À titre posthume
- 2014 : Médaille Pierre-de-Coubertin, décernée par le Comité international olympique (CIO) aux athlètes et autres personnes qui ont fait preuve d'un esprit humain et sportif à la promotion de l'olympisme[24],[30],[31]
- 2014 : Médaille d'honneur de l'Assemblée nationale[32]
- 2016 : La ville de Québec a dévoilé la Place Richard-Garneau à l'angle de la rue Cartier et du boulevard René-Lévesque le 3 juillet lors de sa fête municipale[33].